# Мичаёль (посёлок)
Мичаёль — поселок в Городском округе Усинск Республики Коми, Россия. В переводе с языка Коми «красивый ручей»

## География
Поселок Мичаёль находится в 20 километрах к северу от окружного центра Усинска, на берегу реки Мичаёль.

## Население
| 2010 |
| ---- |
| 0    |

## Транспорт
Рядом с поселком проходит автотрасса 87К-133